# Gledka, Haskovo
Gledka (în bulgară Гледка) este un sat în comuna Stambolovo, regiunea Haskovo,  Bulgaria. 

## Demografie
Componența etnică a satului Gledka
     Romi (3,54%)
     Turci (90,15%)
     Bulgari (5,51%)
     Nicio identificare (0,78%)
La recensământul din 2011, populația satului Gledka era de 254 locuitori. Din punct de vedere etnic, majoritatea locuitorilor (90,15%) erau turci, existând și minorități de bulgari (5,51%) și romi (3,54%). Pentru 0,78% din locuitori nu este cunoscută apartenența etnică.